# تايكانغ
تايكانغ هي مدينة تقع في مقاطعة جيانغسو، الصين.يبلغ عدد سكانها 501،700 (تعداد  2019).

## الإدارة
تايكانغ تدير 7 مدن:
تشنغشيانغ (城厢镇)
شاشي (沙 溪镇)
لودو (陆 渡镇)
ليوهي (浏河 镇)
فوكياو (浮桥 镇)
هوانغجينغ (璜 泾 镇)
شوانغفنغ (双凤 镇)

## التاريخ

### الاسم الجغرافي
تم ذكر تايكانغ كاسم مكان في نصب تذكاري للجغرافي جيا دان خلال عهد أسرة سونغ.

### نظرة عامة
تايكانغ ميناء طبيعي، بلغت المدينة ذروتها تحت حكم اليوان بين 1271 و1368، ثم تحت حكم مينغ، تم وضع المياه الضحلة في مصب نهر اليانغتسي والتي أصبحت فيما بعد جزيرة تشونغ مينغ تحت إشراف محافظة تايكانغ.
كانت المدينة المكان الذي شهد كأس العالم لألعاب القوى لعام 2014.

## الجغرافيا
يقع ميناء تايكانغ في شرق المدينة، ويقع مركز الميناء على 31 ° 37′00 «شمالاً و121 ° 14′00» شرقاً، يمتد خط الميناء على مسافة 24.3 ميلاً (38.8 كم)، منها 15.6 ميلاً يمكنها إيقاف 50 ألف طن من السفن، تقع تايكانغ في منطقة مناخية شبه استوائية رطبة، يبلغ متوسط درجة الحرارة على مدار السنة 15.5 درجة مئوية وهطول الأمطار حوالي 1078.1 ملم.

## الاقتصاد
تشتهر تايكانغ بعملياتها من الشركات التي أسسها الألمان منذ عام 1985، عندما ذهب أول رجل أعمال ألماني إلى هناك، لا يوجد في المنطقة عدد كبير من السكان الألمان حيث يفضل المغتربون الألمان شانغهاي لأنها تحتوي على المدرسة الألمانية في شنغهاي، المدينة لديها المركز الألماني للصناعة والتجارة Taicang (الصينية: 太仓 德国 中心).
يقع المقر الرئيسي لشركة ABA Chemicals وهي شركة لتصنيع المواد الكيميائية في تايكانغ.
بحلول عام 2021، كانت المدينة تعاني من نقص في العمالة حيث طالب العمال بأجور أعلى.

## شخصيات بارزة
شين شيونغ وو
شين شيونغ وو هي أشهر عالمة فيزيائية في التاريخ بالتزكية. 